# Stade Hédi Enneifer
Stade Hédi Enneifer – stadion piłkarski w Bardau (zespół miejski Tunisu), w Tunezji. Został otwarty w 2011 roku. Może pomieścić 11 000 widzów. Swoje spotkania rozgrywają na nim piłkarze klubu Stade Tunisien.